# Boyd van Hoeij
Boyd van Hoeij ist ein niederländischer Filmjournalist und Buchautor.

## Leben
Boyd van Hoeij arbeitete von 2008 bis 2012 als freiberuflicher Filmkritiker für Variety, danach für den Hollywood Reporter. Zudem schreibt er für eine Reihe weiterer Filmzeitschriften, so für das queere niederländische Lifestylemagazin Winq und für De Filmkrant, aber auch für IndieWire und das Online-Filmmagazin Cineuropa.
Er ist mitverantwortlich für die Programmauswahl des Luxembourg City Film Festivals und Präsident des Auswahlkomitees des Luxembourg Film Fund. Zudem gibt er Kurse für das Schreiben von Filmkritiken.
Van Hoeij war in der Vergangenheit immer wieder Jury-Mitglied bei internationalen Filmfestivals, so 2012 beim Thessaloniki Documentary Film Festival und beim Palm Springs International Film Festival, 2014 beim Göteborg International Film Festival und 2016 beim Filmfest München.
Er ist Mitglied der Online Film Critics Society und auch FIPRESCI-Mitglied. Er hat zudem die Schrift 10/10 über zehn französischsprachige belgische Regisseure veröffentlicht und ist seit 2020 künstlerischer Berater des Luxembourg City Film Festivals, mit dem er seit Jahren eng verbunden ist.
Der in den Niederlanden geborene van Hoeij lebt seit der Jahrtausendwende in Luxemburg.